# Full Metal Daemon: Muramasa
Full Metal Daemon: Muramasa (装甲悪鬼村正, Soukou Akki Muramasa) es una novela visual japonesa desarrollada por Nitroplus para Windows. Salió a la venta en Japón el 30 de octubre de 2009. El guion fue escrito por Narahara Ittetsu y el arte fue realizado por NamanikuATK. La banda sonora fue compuesta por ZIZZ Studio y cuenta con canciones de Masatoshi Ono, Itou Kanako, Vertueux y Watanabe Kazuhiro.
El 25 de agosto de 2021, JAST USA publicó una localización en inglés. El juego es considerado como una obra maestra del género de las novelas visuales. También se hizo una traducción no oficial al español por parte de Eientei Translations y TraduSquare.

## Personajes
Minato Kageaki
Seiyū: Takuma Terashima
Un hombre que trabaja en secreto bajo las órdenes del príncipe para acabar con la Estrella Plateada. Su tsurugi es Muramasa. Durante una misión, se presenta como policía a tiempo parcial del Departamento de Policía de Kamakura. En circunstancias normales, pasa los días en su celda en la cárcel de Kamakura como preso sin condena debido a diversos crímenes, incluido el matricidio.
Muramasa
Seiyū: Shimazaki Haruka
Seishuusengou Uemon-no-jou Muramasa de Tercera Generación. Estuvo alojada en las profundidades de la residencia Minato, pero debido a diversas circunstancias, hizo un contrato con Kageaki. Ahora colaboran para detener a la Estrella Plateada.
Ootori Kanae
Seiyū: Sakuraba Wakana (Yoshikawa Kana)
Una señorita bien dotada de una familia rica con una historia influyente. Actualmente trabaja en el Cuartel General como teniente y ayuda a Kageaki en su misión. Tiene buenos modales y pasea con una anciana como sirvienta personal. Le gusta bromear y coquetear con Kageaki para divertirse.
Ayane Ichijou
Seiyū: Yokote Kumiko
Una colegiala con un fuerte sentido de la justicia. Al principio no le gusta Kageaki tras ser testigo de un lado "cobarde" de él que no se molestó en luchar contra los yakuzas, pero finalmente le agarra cariño tras descubrir su identidad y se convierte en su asistente.
Ashikaga Chachamaru
Seiyū: Kajita Yuuki
Una de los cuatro generales que sirven en Rokuhara bajo el shogunato de Ashikaga Moriuji. Tiene sus propios planes para Kageaki.